# 埃利亞松冰川
64°15′S 59°25′W / 64.250°S 59.417°W

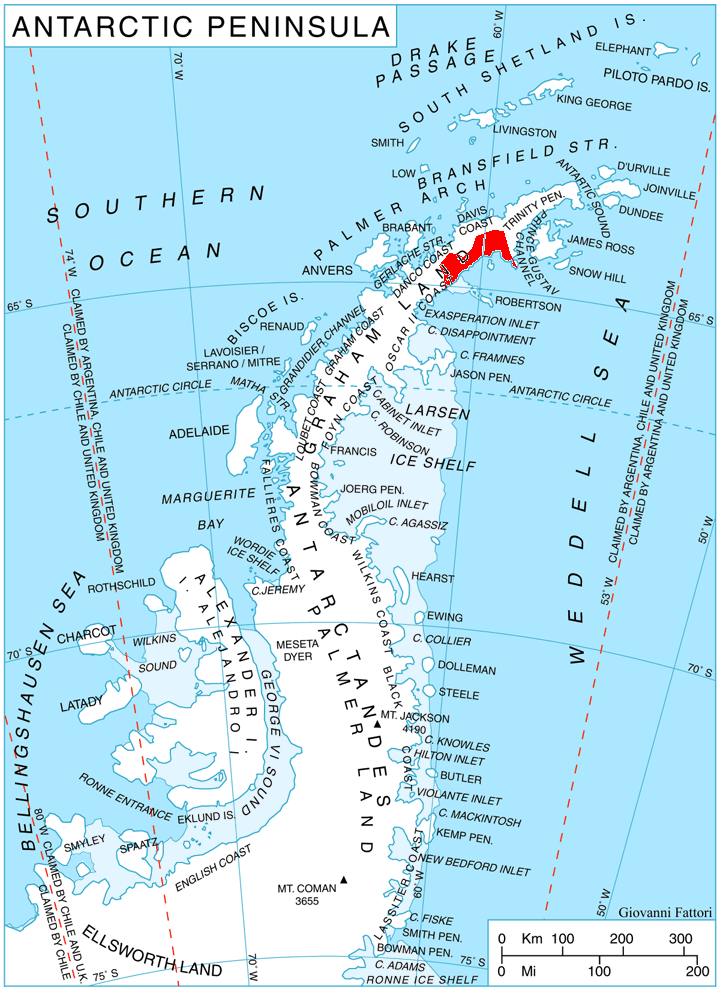

埃利亞松冰川是南極洲的冰川，位於葛拉漢地北部，處於霍恩斯比山以西，全長9公里，該冰川根據英國探險隊的測量被繪入地圖。

## 外部連結
- SCAR Composite Antarctic Gazetteer（页面存档备份，存于）.